# Snufkin
Snufkin, avagy Vándor, Kószlászbóklász vagy Szuszek (svédül: Snusmumriken, finnül: Nuuskamuikkunen, angolul: Snufkin) egy szereplő a svéd anyanyelvű finn író, Tove Jansson Mumin című könyvsorozatából (kilenc könyvből hatban szerepelt). Ő a legjobb barátja a főszereplőnek, Muminnak. Nomád életet él, csak átmenetileg, tavasszal és nyáron tartózkodik Muminvölgyben. Télen melegebb klímájú vidékekre vándorol. Fia Mymble-nek és Joxternek (Kóbor), és anyai részről Pöttöm féltestvére.
Snufkin régi zöld ruhát hord, védjegyévé csúcsos, enyhén szakadt kalapja vált, amit születése óta hord. Sátorban él, pipázik, harmonikán és gitáron játszik.

## Szereplések
Snufkin szerepelt az alábbi könyvekben:
- 2. Comet in Moominland
- 3. Finn Family Moomintroll
- 4. The Exploits of Moominpappa
- 5. Moominsummer Madness
- 7. Tales from Moominvalley
- 9. Moominvalley in November

A történetből képregények és rajzfilmsorozatok is készültek. Utóbbiak közül Magyarországon az 1990-91-es, japán-finn gyártásút vette műsorára a televízió.

## Fordítás
- Ez a szócikk részben vagy egészben  a   Snufkin című angol Wikipédia-szócikk fordításán alapul.  Az eredeti cikk szerkesztőit annak laptörténete sorolja fel. Ez a jelzés csupán a megfogalmazás eredetét és a szerzői jogokat jelzi, nem szolgál a cikkben szereplő információk forrásmegjelöléseként.